# Total Annihilation
Total Annihilation (укр. Цілковите знищення) — відеогра, стратегія в реальному часі, створена Cavedog Entertainment, підрозділом Humongous Entertainment, і випущена 30 вересня 1997 року GT Interactive для Microsoft Windows і Mac OS. Це була перша стратегія в реальному часі, яка використовувала 3D-моделі.
Total Annihilation більше не підтримується офіційно з причини закриття Cavedog, але її провідний дизайнер Кріс Тейлор взяв участь у розробці відеогри Supreme Commander (2007), яка вважається духовним спадкоємцем Total Annihilation.
Саундтрек гри, написаний композитором Джеремі Соулом, був виданий окремим диском «Total Annihilation Original Soundtrack».

## Ігровий процес

Командний юніт, база і війська Arm

### Основи
Гра відтворює битви на поверхнях численних планет і їхніх супутників. Гравець починає кожну битву з Командним юнітом, здатним зводити будівлі, з яких формується військова база. Будівлі бази добувають ресурси і створюють юнітів, до яких належать конструктори та війська. Командний юніт здатний сам виступати військовою технікою, але його втрата означає поразку.
Радіус огляду імітується «туманом війни» — нерозвідані території приховані темрявою, а розвідані знебарвлюються і на них не можна бачити ворогів. При цьому огляд залежить і від ландшафту: з височин війська бачать далі, а за пагорбами не видно їх іншого боку. Радари додатково виявляють присутність і переміщення противника.

### Ресурси
У грі існують два види ресурсів — метал і енергія, які витрачаються на побудову юнітів, будівель та їх ремонт. Важливішою є не кількість ресурсів у запасі, а приріст на секунду. Ресурси невичерпні, їх видобуток відбувається безперервно при наявності відповідних будівель і вони автоматично доставляються у сховища.
Початковим сховищем є сам командний юніт. Що більше зведено додаткових, тим більше може одночасно будуватися споруд і продукуватися військ. Без наявності додаткових сховищ енергії неможлива робота ряду важких знарядь: наприклад, синього лазера або наддалекобійних гармат.
Метал видобувається за допомогою металодобувачів на покладах металу (сріблясті плями на карті). Однак є й повністю металічні карти, такі як «Core Prime», де метал можна добувати в будь-якій точці. Існують як наземні, так і підводні родовища металу, які використовують відповідно наземні та водні споруди. Ще один спосіб отримання металу — конвертація енергії на нього за допомогою перетворювачів енергії.
Крім того, метал можна отримати, розбираючи остови техніки або будівель, переробляючи металовмісні об'єкти на карті (наприклад, камені), або навіть функціонуючі юніти або будівлі (в тому числі ворожі).
Енергія видобувається за допомогою сонячних батарей, вітрогенераторів, припливних генераторів (розміщуються в воді), геотермальних станцій (розміщуються на термальних отворах), термоядерних реакторів. Ефективність вітряних генераторів і припливних генераторів залежить від особливості місцевості. Певна кількість енергії виробляється реакторами командних юнітів та авіаносців. Крім того енергію можна добути з рослин (але не з трави, позаяк вона представлена не окремим об'єктом, а текстурою).

### База і війська
Зосереджені на обмеженій території будівлі складають базу, хоча взагалі будівництво дозволяється на будь-якій розвіданій рівній місцевості. Будівлі включають добувачі та сховища ресурсів, заводи військової техніки, водні доки, ремонтні майданчики, оборонні башти, торпедні станції, стіни та радари. Кожна будівля потребує для діяльності енергії, тому для її заощадження гравець може вимикати будівлі.
У грі три технологічних рівня будівель і військ. Перший з них представлений командним юнітом і початковими будівлями, в тому числі заводами першого рівня кількох типів. На цих заводах доступні слабкі війська та різні типи конструкторів, кожен з яких здатний створювати ті ж споруди, що і командний юніт, плюс будівлі другого рівня. Крім того, кожен конструктор здатний створити вдосконалений завод того типу, на якому був побудований сам. Таким же чином отримуються конструктори третього рівня та найбільш технологічно розвинені споруди.
Початково в Total Annihilation нараховувалося 150 видів одиниць різного спрямування: роботів, танків, літаків, кораблів тощо. Численні доповнення розширюють це число до 6000 (однак рушій не дозволяє включити в гру одночасно понад 511 типів одиниць). Незважаючи на схожість юнітів в обох протиборчих сторін, баланс їх озброєння різниться.
Після знищення юніта чи будівлі від нього залишаються уламки, які командний юніт або конструктор можуть утилізувати, щоб поповнити запаси металу. Крім того, уламки можливо скласти й поремонтувати за допомогою свого спеціального механізму (у Arm — «Wraith Resurrector Kbot», у Core — «Necro»), після чого відновлений юніт або будівля переходить під управління гравця.

### Фізика
Рушій Total Annihilation дозволяє враховувати й відтворювати такі параметри як швидкість повороту гарматної башти, скорострільність гармат, радіус і дальність ураження, прискорення і гальмівний шлях для наземних машин, глибину занурення в воду, винятки в рівнях ушкоджень, авторемонт, витрати ресурсів на стрілянину або рух. Сила тяжіння різниться на різних планетах і впливає на дальність польоту снарядів.
Всі бойові одиниці є тривимірними моделями, бої проходять на плоскій карті з інформацією про висоту. TA була однією з перших стратегій в реальному часі, що використовувала тривимірне графічне ядро. Разом з тим, поглинаючи всі апаратні ресурси комп'ютерів свого часу, вона не дозволяла обертати і вільно масштабувати карту.

## Сюжет
В далекому майбутньому галактикою управляла корпорація Core (названа за своє місцезнаходження в ядрі галактики (англ. Core — ядро), хоча також є версія, що це назва утворена від «Consciousness Repository» (Сховище свідомості)). Досягнення корпорації дозволили колонізувати весь Чумацький Шлях і жити в мирі і процвітанні. Черговим технологічним проривом стало завантаження свідомості в комп'ютери, що відкрило шлях до безсмертя. Корпорація зробила перенесення свідомості загальнообов'язковим і в одному з рукавів галактики виникли повстанці проти цього — Arm (від англ. Arm — рукав галактики). Вони стали боротися за збереження фізичних тіл людей, клонуючи пілотів своїх машин для війни з Core.

### Кампанія Arm
Командиру Arm доручають зібрати війська біля Галактичної брами на планеті Емпіреан через активізацію ворожих сил. Після цього вище командування дає наказ знищити лабораторію Core, поки ті не накопичили багато сил. Командир супроводжує експериментальні бойові машини до безпечного місця, після чого здійснює атаку на шахти Емпіреану. Він відшукує захоплену ворогом Галактичну браму, знищує охорону та переноситься крізь браму на Талласеан, покриту морями й островами планету, де доводиться розгортати флот.
Укріпившись на планеті, командир посилає війська захопити іншу Галактичну браму. Опинившись в пустельному світі, він захоплює фортецю Core, чим вибиває ворога з території. Війська переміщуються на вулканічну планету Баразрум, звідки Core добуває ресурси. Відрізавши шляхи постачання, Arm руйнують тамтешню базу. Проте ворог не покидає планету, натомість захоплює важливу машину Arm, яка містить цінну інформацію.
Коли ці загрози вдається вирішити, командир переміщується на Роуґпелт, планету, яка зазнає руйнівних метеоритних дощів, але саме там розміщена ворожа радарна вишка. Поки гравець пробираєтьс до неї, Core будують ракетний пусковий комплекс, щоб завдати ядерного удару, та беруть заручників.
Врешті командир добирається до супутника центральної планети Core, Дамп, що обертається навколо Кор Прайм. Планета виявляється звалищем поламаної техніки, хоча частина досі функціонує і становить загрозу. Arm використовують Дамп як джерело металу для будівництва армії, після чого спускаються на покриту металевими структурами Кор Прайм. Заснувавши базу, командир здійснює штурм накопичувачів енергії та вступає в бій із флотом захисників у забруднених водах Кор Прайму. Вдається знайти і знешкодити Центральне сховище свідомості, місце, яке забезпечує керування всіма військами Core. Однак лишається Командний купол, який обороняють останні сили Core. Командир збирає армію і зрештою руйнує купол, ставлячи свій мех на його руїнах, позначаючи цим перемогу повстанців у війні.

### Кампанія Core
На Кор Парайм висаджується десант повстанців Arm, який війська Core беруться переслідувати і знищувати. Arm захоплює кілька важливих об'єктів та укрвплюється на планеті. Core отримують неочікуваний спротив, але все ж вислідковують розташування Галактичної брами, крізь яку прибули вороги. Покінчивши з цим, армія Core вирушає на Баразрум, щоб добути метал і поповнити свої ряди новими машинами, борючись при цьому з місцевими ворожими силами. Повстанці утримують на півночі планети базу, звідки здійснюють нальоти, та її вдається зруйнувати.
Війська переносяться на планету Крустал 2, на якій також є багаті поклади металів, і відбивають родовища в Arm. Тим часом Баразрум вже майже пав і останні осередки спротиву на ньому знищуються. Після морської бивтви на Аквус Мінор війська знаходять укріплення і захоплюють новітню ворожу техніку доти, як власники встигнуть знищити її. Отримана з техніки інформація дозволяє знайти місцеву Галактичну браму і відрізати шляхи прибуття підкріплень.
Core переслідують повстанців на невідомій пустельній планеті, де захоплюють ключові точки і стикаються з експериментальною технікою. Врешті планету вдається завоювати і Core атакують водну планету Най Пілаґо. Армія знищує мережу оборонних лазерних башт, проте вороги користуються цим, щоб збудувати великий флот. Після битв із ним вчені Core вираховують, що Галактична брама Най Пілаґо веде на Емпіреан.
Пройшовши крізь Браму, війська опиняються на супутнику Емпіреану, Аегусі. Закріпившись на супутнику, вони спускаються на Емпіреан і організовують оборону. Core здійснюють вилазку до фортеці на півночі планети, але змушені зупинитися і стримувати натиск захисників Емпіреану. Core розбивають нападників, стикаються з мехом командира повстанців та знищують його. Планету заповнюють машини і повстання Arm остаточно придушується.

## Доповнення та ігри на базі Total Annihilation

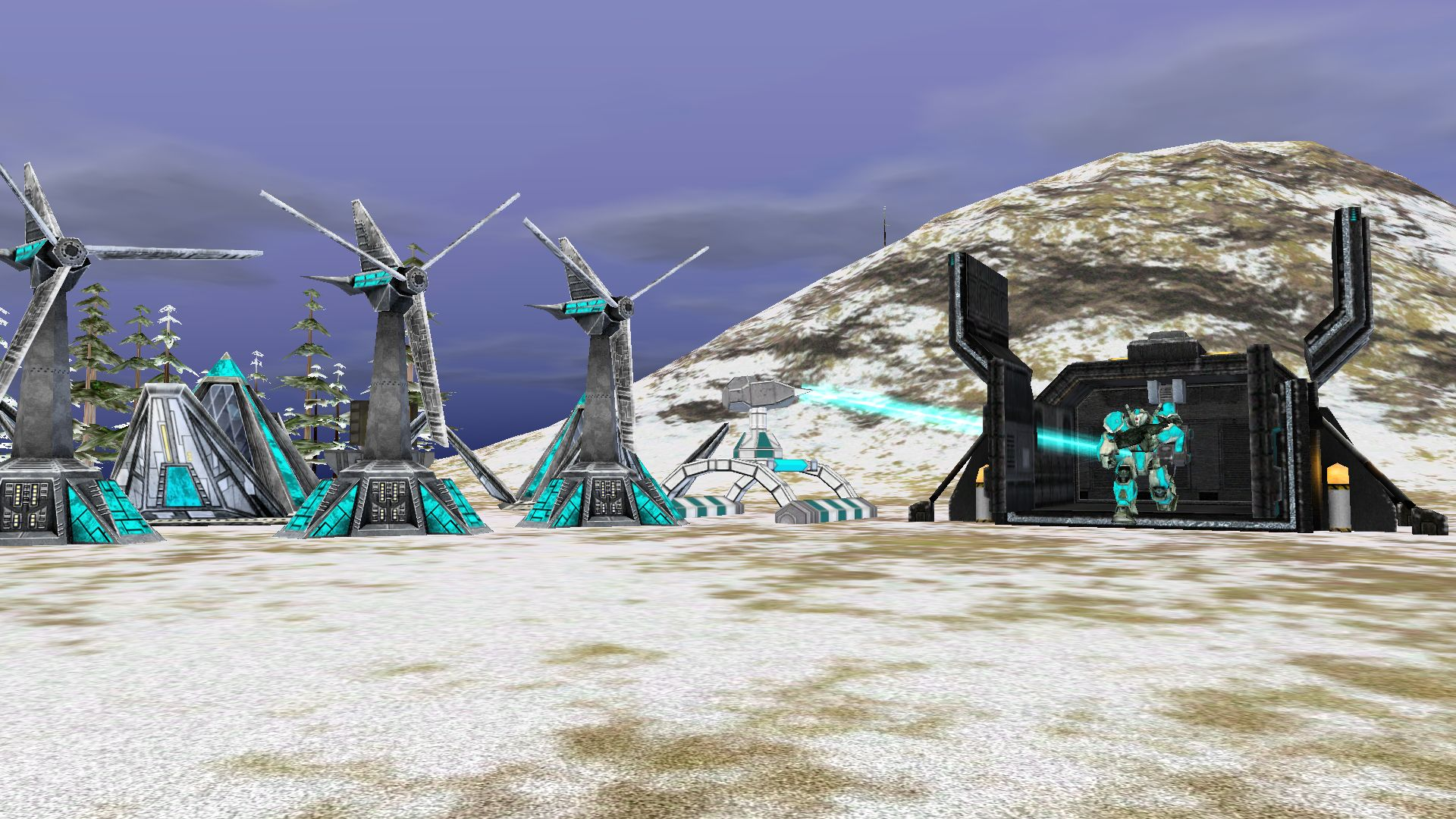
Повністю тривимірна графіка в Zero-K

### Офіційні доповнення
- Завантажуваний контент — до гри з 1997 року можна було завантажувати нові юніти, карти і сценарії.
- Total Annihilation: The Core Contingency — додає нові карти і типи планет (кристалічні, кислотні, водяні і т. д.), нові кампанії для обох рас і велику кількість нових юнітів[3].
- Total Annihilation: Battle Tactics — додає 100 нових місій за обидві фракції, чотири нові бойові одиниці та нові скорочення клавіш для керування. Включає 6 додаткових багатокористувацьких карт[4].

### Продовження та послідовники
- Total Annihilation: Kingdoms — фентезійна гра на базі рушія Total Annihilation[5].
- Zero-K, Spring: 1944, Evolution RTS, Conflict Terra, Metal Factions та ін. — ігри, створені на вільному рушієві стратегій в реальному часі Spring з повністю тривимірною графікою, заснованому на рушієві Total Annihilation[6].
- Supreme Commander — ідейний і духовний послідовник Total Annihilation з тривимірною графікою і сюжетом про протистояння трьох фракцій людства IV тисячоліття[7].
- Beyond All Reason — безкоштовна гра на рушієві Recoil, що продовжує ідеї Total Annihilation у повністю тривимірному середовищі[8].

### Ремейки
- TA3D (Total Annihilation 3D) — гра на вдосконаленому, повністю тривимірному рушієві ТА, що використовує всі ресурси оригінальної гри. На відміну від ігор на рушієві Spring дозволяє грати в оригінальні кампанії і підтримує модифікації до оригінальної Total Annihilation[9].
- Planetary Annihilation — продовжувачка ідей Total Annihilation, яка пропонує битви одночасно на багатьох планетах зоряних систем. Гра вийшла в Steam 5 вересня 2014[10].